# Bidzar
Bidzar è un sito archeologico situato a 20 km da Guider, in Camerun, contenente incisioni rupestri create tra 3000 e 300 anni fa. Il sito, attualmente minacciato dalle vicine aziende di lavorazione di marmo e cemento, è sotto esame per un'eventuale inclusione tra i patrimoni dell'umanità dell'UNESCO a causa del suo "eccezionale valore per l'umanità".

## Descrizione
Le incisioni rupestri di Bidzar si trovano nei pressi dell'omonimo villaggio, sulla strada Maroua-Garoua verso Guider. Un'area ricca di marmo si estende attorno al villaggio per circa 2,5 chilometri a nord ed a sud, ed un chilometro ad est e ad ovest. Su questo marmo si trovano un totale di circa 500 incisioni. Il marmo è di tipo calcareo, ed è un tipo particolarmente indicato per le incisioni, avendo una bassa resistenza allo sfregamento ed essendo molto fragile. Le immagini sono state incise tramite l'uso di un martello ed uno scalpello. Si tratta soprattutto di motivi geometrici, composti da cerchi, isolati o a gruppi. È stato ipotizzato che le incisioni rappresentino storie mitologiche, o che elaborino una cosmogonia.

## Storia
L'esatta datazione delle incisioni si è rivelata difficoltosa da calcolare. La datazione radiometrica ha stimato un intervallo di tempo, datando le varie opere tra i 300 ed i 3000 anni fa.
Il sito è stato scoperto nel 1933 da un ricercatore francese di nome Buisson.

### Patrimonio dell'umanità
Nei secoli XX e XXI il marmo calcareo su cui si trovano le incisioni viene estratto per poi essere utilizzato nella vicine ditte di lavorazione di marmo e cemento. Questa attività mette a rischio le incisioni, che hanno ricevuto una protezione provvisoria da quando, il 18 aprile 2006, il sito è stato incluso nella lista dei siti proposti all'UNESCO per l'inserimento tra i patrimoni culturali dell'umanità.